# Карантин (филм)
Карантин (енгл. Quarantine) је амерички хорор филм из 2008. године, редитеља Џона Ерика Даудла, са Џенифер Карпентер, Џејом Хернандезом, Стивом Харисом, Радом Шербеџијом, Марин Хинкле и Џои Кинг у главним улогама. Рађен је техником пронађеног снимка и представља римејк шпанског филма REC из 2007. године. Радња прати новинарку Анџелу Видал, која заједно са својим камерманом одлази у пратњи ватрогасаца до једне зграде у Лос Анђелесу, чији станари пријављују чудне звукове који долазе из једног од станова. Ситуација ескалира када се зграда претвори у карантин, због појаве новог смртоносног вируса, који је пронађен код кућног љубимца једне породице из зграде.
Званичан опис са постера филма гласи: Дана 11. марта 2008. године, влада је изоловала једну стамбену зграду у Лос Анђелесу. Њени станари више никада нису виђени. Није било образложења. Није било сведока. Није било доказа. Све до сада. Иако је сценарио готово у потпуности преписан из оригиналног филма, разликује се део у коме се објашњава порекло вируса. Наиме, док је у REC-у узрок заразе била демонска поседнутост, које се услед неуспелог експеримента почела преносити преко крви, у Карантину се ради о мутираном облику беснила.
Филм је остварио комерцијални успех и добио је позитивне оцене публике и критичара, али знатно слабије од оригинала. Био је номинован за Награду Сатурн за најбољи хорор филм. Три године касније добио је наставак под насловом Карантин 2: Терминал.

## Радња
Новинарка Анџела Видал и њен камерман Скот Персивал, одлазе у једну од ватрогасних станица Лос Анђелеса, како би снимили прилог о животу ватрогасаца. У току ноћи добијају позив од станара једне зграде који пријављују чудне звукове који долазе из једног од станова. Када стигну на лице места, тамо их већ чекају полицајци и забринути станари. Они отварају врата и у стану затичу веома агресивну старицу, која једног полицајаца уједа за врат, док другог баца са степеница и убија. Зграду моментално окружује војска и претвара је у карантин.
Анџела и Скот одлучују да сниме све како би имали доказ о томе шта се издешавало. Њих двоје испитују станаре како би дошли до информација о настанку вируса или пронашли начин да неопажено изађу из карантина. Убрзо се испоставља да је вирус који се шири зградом мутирани облик беснила...

## Улоге
| Глумац            | Улога                 |
| ----------------- | --------------------- |
| Џенифер Карпентер | Анџела Видал          |
| Стив Харис        | Скот Персивал         |
| Џеј Хернандез     | Џејк                  |
| Џонатан Шек       | Џорџ Флечер           |
| Колумбо Шорт      | Дени Виленски         |
| Раде Шербеџија    | Јуриј Иванов          |
| Ендру Фискела     | Џејмс Макриди         |
| Грег Герман       | Лоренс                |
| Бернард Вајт      | Бернард               |
| Данија Рамирез    | Сади                  |
| Елејн Каган       | Ванда Маримон         |
| Марин Хинкле      | Кејти                 |
| Џои Кинг          | Брајана               |
| Џермејн Џексон    | Надиф                 |
| Шерон Фергусон    | Џвахир                |
| Денис О’Хер       | Ренди                 |
| Стејси Чбоски     | Елиз Џексон           |
| Џини Епер         | госпођа Еспиноза      |
| Даг Џоунс         | мршави заражени човек |